# Antocha (Antocha) brevinervis
Antocha (Antocha) brevinervis is een tweevleugelige uit de familie steltmuggen (Limoniidae). De soort komt voor in het Palearctisch gebied.